# Paul Lasne
Paul Bastien Lasne (* 16. Januar 1989 in Saint-Cloud) ist ein französischer ehemaliger Fußballspieler. Er spielte im defensiven Mittelfeld.

## Karriere
Geboren in Saint-Cloud bei Paris stieg 2009 in die erste Mannschaft von Girondins Bordeaux auf. Im Januar 2010 wurde er an LB Châteauroux ausgeliehen. Nach insgesamt neun Spielen verließ er die Mannschaft am Ende der Saison. Zu Beginn der Saison 2010/11 wurde er erneut an den AC Ajaccio ausgeliehen. Er debütierte für Ajaccio am 13. September bei einem 1:1-Unentschieden gegen den FC Évian Thonon Gaillard.
Am 27. Juni 2011 unterzeichnete er bei Ajaccio einen Vertrag mit einer Laufzeit bis Juni 2014.
Nachdem sein Vertrag mit Ajaccio im Juni 2014 ausgelaufen war, wechselte Lasne zu HSC Montpellier und unterschrieb dort einen Vierjahresvertrag. Mitte August 2019 wechselte er zum Ligakonkurrenten Stade Brest. Brest verließ der Franzose Ende Juni 2021 kurzzeitig, bevor er sich im November dem Verein bis Saisonende erneut anschloss. Im Sommer 2022 wechselte er zum Paris FC. Zwei Jahre später beendete er seine Laufbahn.

## Erfolge
Girondins Bordeaux
- Französischer Supercupsieger: 2009